# Ludwig Freitag
Ludwig Freitag (* 1888; † 1973 in Oberhausen) war ein deutscher Architekt und Baubeamter.

## Leben
Ludwig Freitag kam Anfang des 20. Jahrhunderts als Mitarbeiter von Friedrich Pützer nach Oberhausen, um 1920 wurde dort er zum Stadtbaumeister ernannt. In den Folgejahren realisierte er – bei vielen Vorheben zusammen mit Stadtbaurat Eduard Jüngerich – zahlreiche stadtbildprägende öffentliche Gebäude im Stil des Rheinischen Backsteinexpressionismus und der klassischen Moderne.
Der Bau des 1930 fertiggestellten Rathauses verschaffte Freitag auch aufgrund seiner Eingliederung in eine städtische Parklandschaft internationales Renommee. Beim Wiederaufbau nach den Zerstörungen durch die Bomberangriffe im Zweiten Weltkrieg arbeitete er mit Friedrich Hetzelt zusammen und plante unter anderem das Gesundheitsamt und die Rathauserweiterung. 1953 trat er in den Ruhestand.

## Bauten in Oberhausen
- 1922: Berufsschule
- 1923: Gebäude für die Filiale der Deutschen Reichsbank
- 1924–1926: Polizeipräsidium am Friedensplatz
- 1927–1928: Rathaus am Grillo-Park, Schwartzstraße 72[2]
- 1929–1930: Arbeitsamt, Danziger Straße 11 (mit Eduard Jüngerich)
- 1938: Um- und Ausbau des Stadttheaters
- Polizeipräsidium Sterkrade

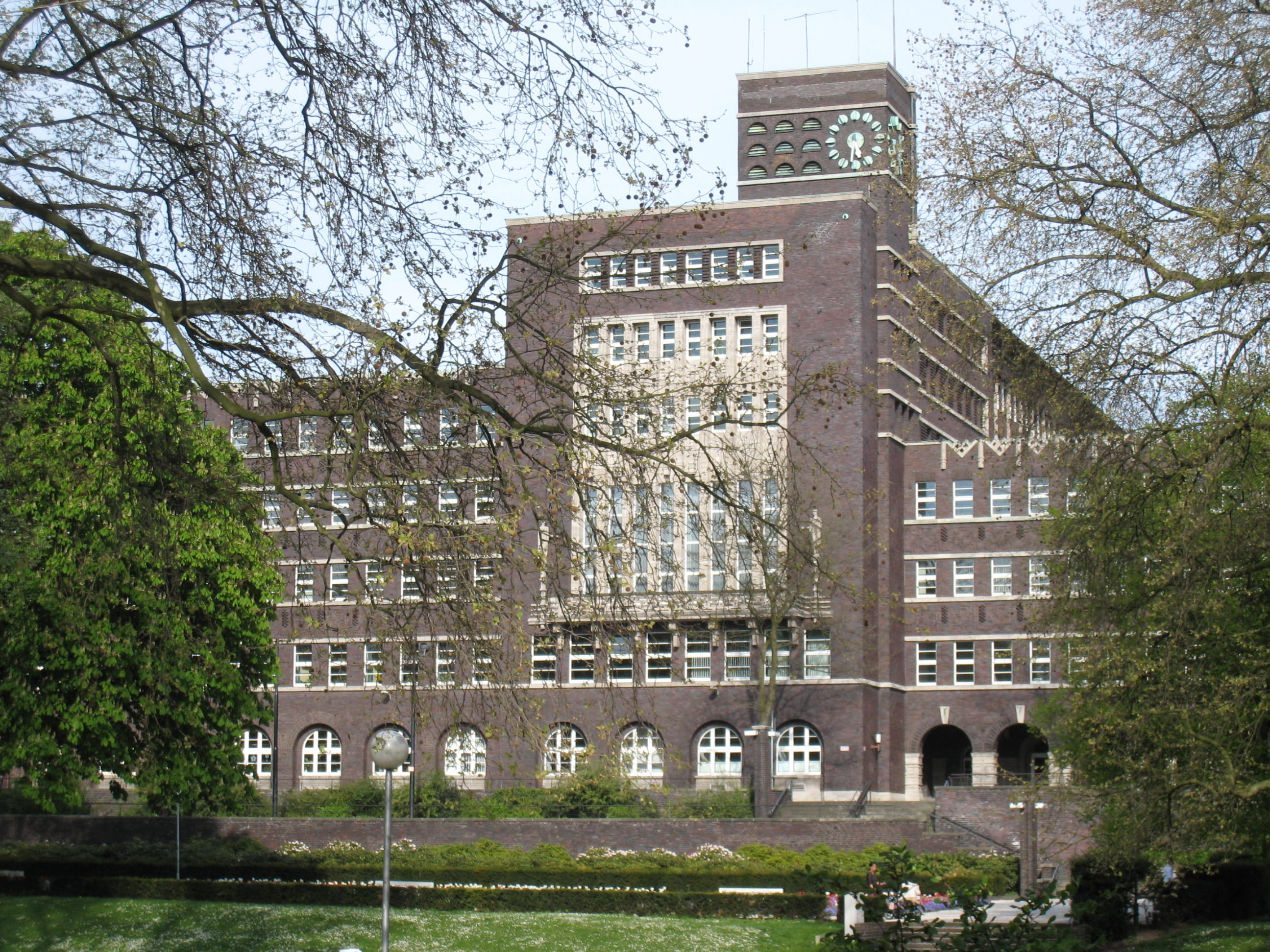
Rathaus Oberhausen
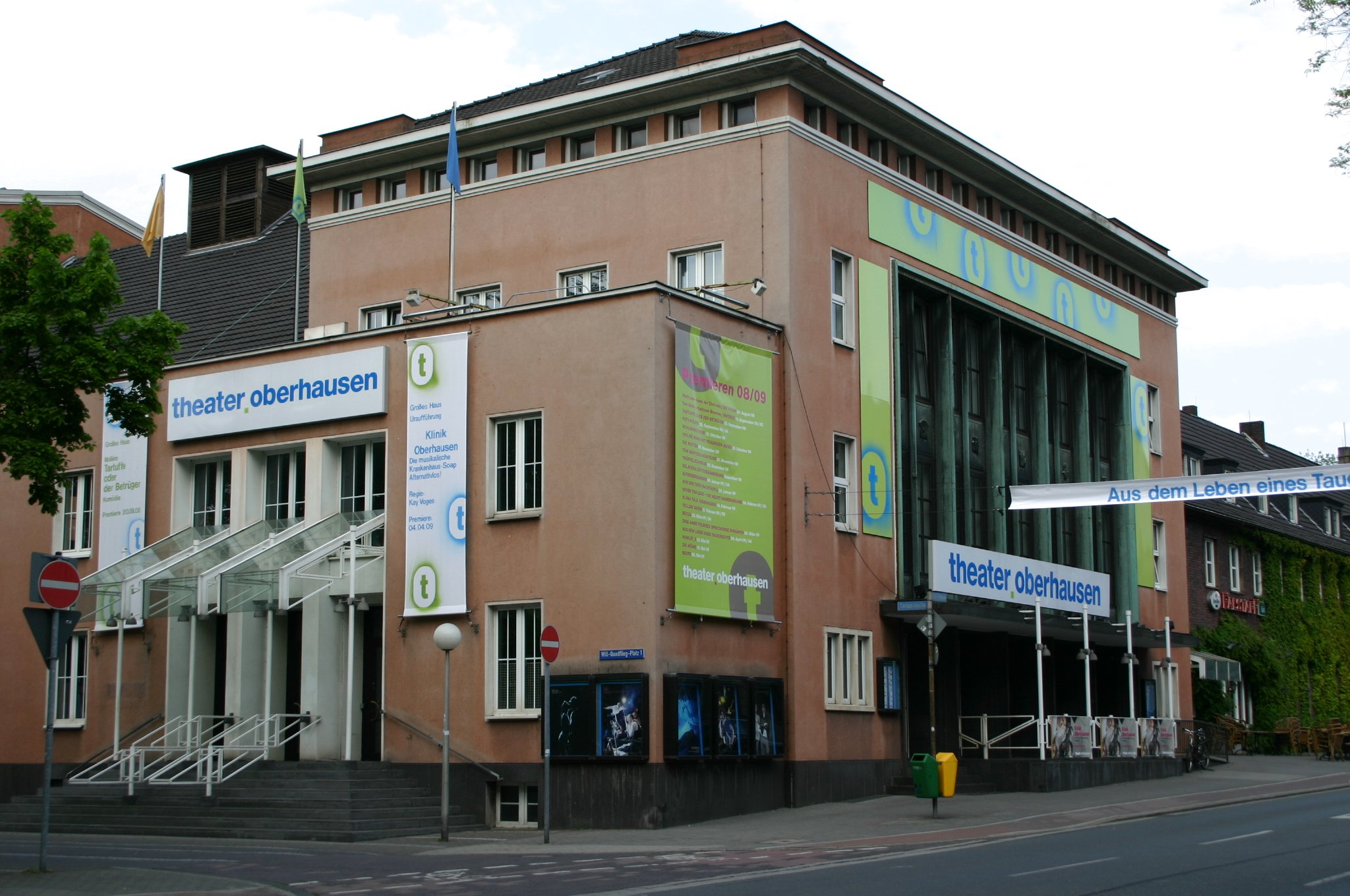
Theater Oberhausen (2009)
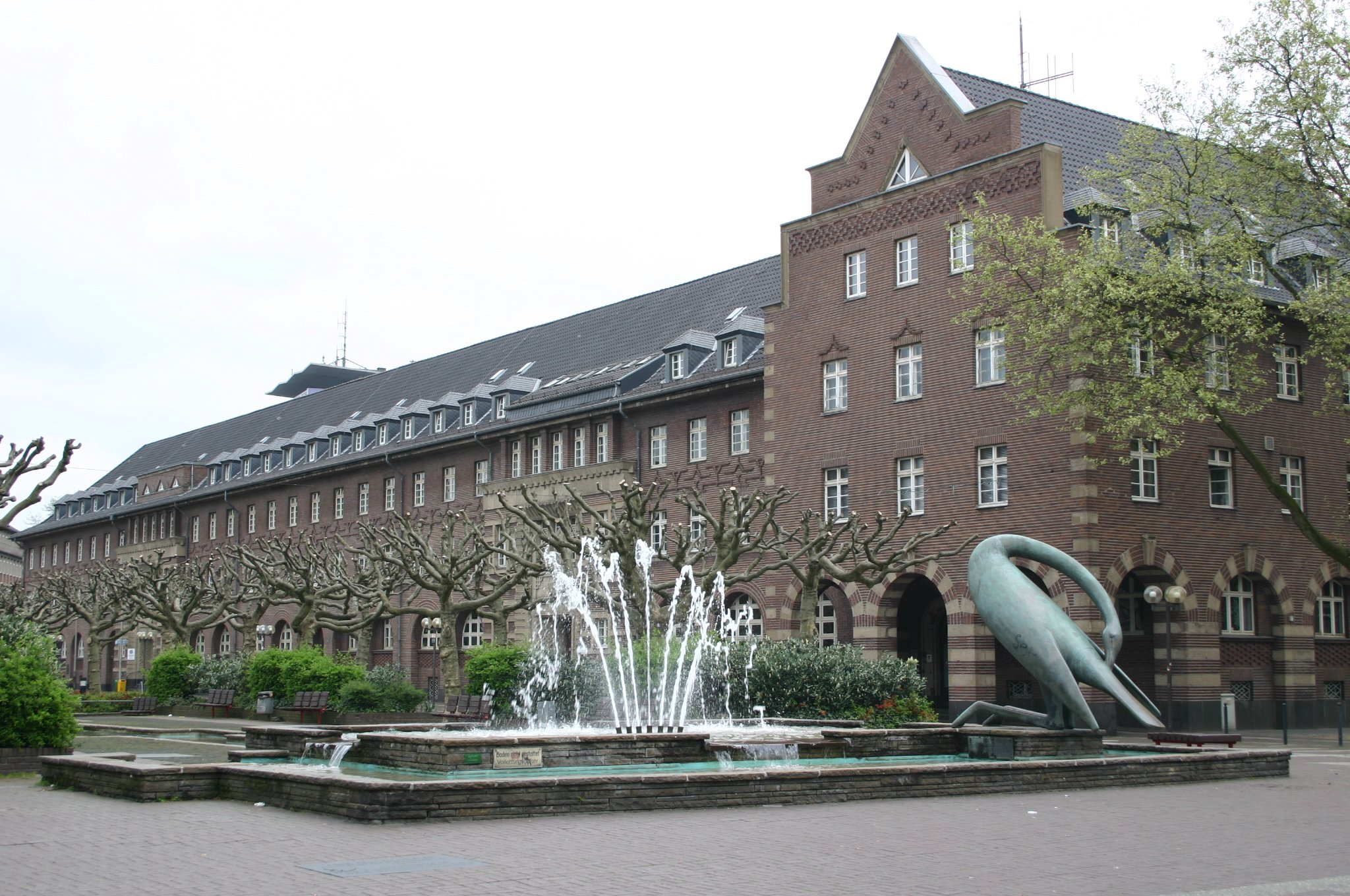
Polizeipräsidium mit Friedensplatz